# Ptyctolaemus
Genre
Ptyctolaemus est un genre de sauriens de la famille des Agamidae.

## Répartition
Les 2 espèces de ce genre se rencontrent dans l'est de l'Inde, au Bangladesh, en Birmanie et au Tibet en Chine.

## Liste des espèces
Selon The Reptile Database (15 mai 2012) :
- Ptyctolaemus collicristatus Schulte & Vindum, 2004
- Ptyctolaemus gularis (Peters, 1864)

## Publication originale
- Peters, 1864 : Über einige neue Säugethiere (Mormops, Macrotus, Vesperus, Molossus, Capromys), Amphibien (Plathydactylus, Otocryptis, Euprepes, Ungalia, Dromicus, Tropidonotus, Xenodon, Hylodes), und Fische (Sillago, Sebastes, Channa, Myctophum, Carassius, Barbus, Capoeta, Poecillia, Saurenchelys, Leptocephalus). Monatsberichte der Königlichen Preussischen Akademie der Wissenschaften zu Berlin, vol. 1864, p. 381-399 (texte intégral).